# Gaby Willis
Gabrielle "Gaby" Willis, es un personaje ficticio de la serie de televisión australiana Neighbours interpretada por la actriz Rachel Blakely del 12 de agosto de 1991 hasta el 2 de septiembre de 1994. Rachel regresó brevemente a la serie el 27 de julio de 2005.